# Cheshire Cat (album)
A Cheshire Cat egy album a blink-182-től, ami 1994. február 17-én jelent meg. Ez a debütáló albumuk, a Flyswatter és a Buddha eredetileg demokat tartalmazott.

## Számlista
A lemez tartalmaz hét eredeti Buddha demót (Carousel, Fentoozler, Strings, Sometimes, TV, Toast and Bananas, Romeo and Rebecca), valamint teljesen újonnan írt dalokat is, amelyek közül az M+M’s és a Wasting Time – amelynek a szövegét Jeff Forrest írta – kapta azt a szerepet, hogy népszerűsítse a zenekart. Mike Halloran, a helyi XETRA-FM rádió zenefelelőse, mivel nagyon szerette a srácokat, kiemelt szerepet töltetett be az M+M’s című szerzeményükkel a játszási listájukon.
- Minden számot Tom DeLonge és Mark Hoppus írt.

1. "Carousel"
2. "M+M's"
3. "Fentoozler"
4. "Touchdown Boy"
5. "Strings"
6. "Peggy Sue"
7. "Sometimes"
8. "Does My Breath Smell?"
9. "Cacophony"
10. "TV"
11. "Toast And Bananas"
12. "Wasting Time"
13. "Romeo And Rebecca"
14. "Ben Wah Balls" *
15. "Just About Done" *
16. "Depends" *

* Ezek a számok a blink-182 első vicces dalai.

## Háttértörténet
1994-ben a zenekar néhány egészen egyedi színpadi show-val és egyedi humorával teljesen elragadtatta a közönséget. A San Diegó-i tömeg egyre inkább megkedvelte őket, s így is kerültek kapcsolatba, a helyi – egyben független – lemezkiadóval a Cargo Music nevű, kis céggel. O, a Cargo Music által leszerződtetett Fluf gitárosa látott potenciált a fiatal csapatban, s már kezdetektől fogva segítette őket koncertszervezés, stúdiózás keretében. Eric Goodis, a Cargo Music tulajdonosa mindenképpen fel akarta virágoztatni kis cégét, s ebben fia segítségét is kérte, aki járatosabb volt a helyi zenekarok tekintetében. A fia, Brahm mutatta meg neki a Buddha kazettáját, s az azon hallott kaliforniai punk attitűd és zenei megnyilvánulás egyből elvarázsolta. O és Brahm együtt kísérték el a Blink egy helyi show-jára, ahol egyből meggyőződött a szerződtetés szükségszerűségében. Meg is hívta őket az irodájába, ahol egy rövid eszmecsere után megtörtént a megállapodás. Először csak egy single kiadásáról szólt a megbeszélés, de mivel a Blink jóval többet akart – félre is tettek erre pénzt -, ezért teljes érvényű lemezekre írták alá a szerződést, amelyet végül Mark firkantott alá a többiek képviseletében. Ezután a csapat Los Angeles-be vonult, ahol elfoglalták állomásukat a Westbeach Recorders stúdióban mindössze három napra, így a Buddhához hasonlóan a bemutatkozó nagylemez, a Cheshire Cat felvétele is óriási rohamban készült. Egy balszerencsének következtében már az első napon eltévedtek – ugyebár nem voltak túlzottan ismertek az angyalok városában -, s így kerek három órát késtek, emiatt azonnal neki kellett állniuk a munkának. Egy nap 10-12 órát dolgoztak, csak létfontosságú dolgok – evés, alvás, stb. – miatt hagyták abba a munkát, amely után mindig visszatértek a stúdió közelében kibérelt hotelszobáikba. DeLonge egyébiránt a Bad Religion gitáros Mr. Brett erősítőjét használta, miközben összetörte egy-két mikrofonját is. Szerencsére ebből később nem lett túl nagy galiba. A sok szerencsétlenkedés ellenére a felvételek viszonylag gyorsan zajlottak O, valamint a Teen Foot Pole tag, Steve Carnan segítségével, így a Cheshire Cat még időben elkészült, s bár néhány dalt még újravettek volna, de nem tudták kifizetni a további stúdióbérlést.

## Az albumborítóról
A Cheshire Cat album egy híres Lewis Carroll karakter után lett elnevezve az Alice Csodaországban című novellából, egy sziámi macskával megtestesülve a borítón, amely egyébiránt naptárról származik. Azonban a kalendáriumot kiadó cég nem egyezett bele a kép használatába, így a csapat felbérelte a Cargo Music művészi felelős csoportját, hogy másszanak bele a képbe gépi segítséggel addig, ameddig ki nem hátrálhatnak a szerzői jogi követelés alól, talán emiatt is lett a macska szeme erősen érdekes színezetű.

## Fogadtatás
A megjelenésekor olyan 3000 példány eladásában reménykedtek, de ennek ellenére 2001-ig negyedmillió példány kelt el belőle, amely fantasztikus eredménynek számított annak ellenére, hogy ennek a nagy részét a mainstream sikerek után értékesítették. Mindenesetre a Cargo Music-nál nagyon boldogak voltak, s 1995-ben kiadták a lemez CD verzióját, majd egy évvel később érkezett a bakelit is teljes blink-szélességgel. 1998-ban a Buddha társaságában kiadták az újrakevert verziót, s ekkor már a Dude Ranch-éra (1996-1999) közepén, az ausztrál piac meghódítása után remek eladásokat produkáltak világszerte.
A helyi sikerek után a Cargo egy 10.000 dolláros ajánlattal lepte meg a srácokat, hogy forgassanak egy klipet az M+M’s című nótához, amelyet meg is tettek Darren Doane segítségével. A dal végül nem ért el túlzott sikereket a chartokon, de, mint első videóklip egy hatalmas mérföldkő volt a csapat életében. A Cheshire Cat mégis szépen fogyott – egyre több rajongójuk akadta San Diego-ban, s a számok is tonna számra játszották a helyi rádiók -, így talán nem volt olyan meglepő, hogy megjelent egy Rick DeVoe nevű figura, aki menedzselni kívánta a zenekart. Tom ezért össze is dobott egy összeállítást különböző fankütyükből, magazinhasábokból, fotókból, kritikákból, amelyek elnyerték DeVoe tetszését, s újfent a Blink-kel kapcsolatos promóciós feladatokat is ellátta. Az akkoriban még viszonylag kicsinek mondható hírnevük egészen Rick Bonde-ig is elért, aki a helyi koncertszervező iroda, a Tahoe Agency vezetője volt. Mivel tetszett neki a zenekar, ezért feleségével, Jean Bonde segítségével egyre több koncertet szerveztek Mark-ék részére San Diego városán túl is.
A Cheshire Cat megmutatta, hogy hogyan lehet a Buddha után továbblépni egy olyan ösvényen, amely az eredeti dalok újragondolása mellett, egy olyan punkos ízt garantált, amelynek hatására – még a Dude Ranch-ot is legyőzvén – a blink-182 legpunkosabb albumának tartja a szakma a mai napig. Az energikus, tréfás, néhol ironikus, valamint szarkasztikus hangvételű dalok egy olyan kálváriát eredményeztek, amely olyan jól működött, hogy a zenekar az 1996-ban érkező első igazán nagy robbantásával, a Dude Ranch albummal erre a lemezre építkezett, hogy tovább vigye annak lényegét: a „beleszarok a világba” attitűdöt. Ezen kívül nem igazán kell túlragozni még ezt a teljesítményt, hiszen pop-punk bandaként még nem léptek fel olyan nagyvonalúan és monopol szerepkörben, mint később. Persze ez sok mindennek volt köszönhető, például elszigetelve voltak még a nagy kaliforniai színtértől, kicsi volt a kiadó, amely felkarolta őket, ráadásul nem állt rendelkezésükre olyan mennyiségű pénzmag, amellyel igazán tudtak volna érvényesülni. Mindenesetre a Cheshire Cat még úgy is jó volt, hogy a leggyengébb blink-182 lemez volt. Persze a történethez hozzátartozik, hogy a kezdeti próbálkozások akkoriban még nagyon haloványak és kísérletezgetőek voltak, így egy új műfaj határán nagyon nehéz volt úgy táncolni, hogy az átforduljon valami egyedivé és műfaji sajátosságai alapján egy nagyon fontos és emlékezetes kiadvánnyá. De erről szólt a Blink első lemeze – amely már önmagában mérföldkő -, s ha akkordmániás mivolta talán egy idő után monotonná válik, de ügyes megoldásai megmentik az összképet.

## Érdekességek
Egyszer mikor Tom hazafelé tartott a kocsijával és megszólalt a rádióban a daluk, annyira elöntötte az endorfin, hogy mint egy beszívott atyafi megállította a járgányt, lehúzta az ablakot és szétkiabált az arra lézengőknek, hogy nyomják fel a rádiójukat, mert jelenleg az ő zenekara számát játsszák.

## Személyek

### Banda felállás felvételkor
- Tom DeLonge – Vokál/Gitár
- Mark Hoppus – Vokál/Basszus
- Scott Raynor – Dob

### Additional
- Matt Houts – Bevezető a "Ben Wah Balls"-hoz

### Producer
- O

### Tervező
- Steve Kravac